# Dugesia batuensis
Dugesia batuensis és una espècie de triclàdide dugèsid que habita l'oest de Malàisia. La localitat tipus és a les coves de Batu, a Kuala Lumpur, Malàisia.

## Descripció
Els espècimens sexualment madurs de D. batuensis poden arribar a mesurar fins a 12 mm de longitud i 1,5 mm d'amplada mentre estan en moviment. Tanmateix, la majoria d'individus d'aquesta espècie mesuren entre 8 i 10 mm de llargada. Presenten un cap triangular amb dos ulls. Són despigmentats, en vida tenen una aparença d'un blanc cremós i s'hi pot apreciar el color del contingut de l'intestí.

### Aparell reproductor
D. batuensis es caracteritza per presentar un diafragma molt ben desenvolupat a la base de la papil·la peniana.

## Cariologia
El nombre bàsic de cromosomes de D. batuensis és de n = 7, sent tots els individus coneguts diploides 2n = 14: 2m + 2m + 2m + 2m + 2sm + 2m + 2m (m, cromosoma metacèntric; sm, cromosoma submetacèntric). Només es coneixen dues espècies més de Dugesia que també presenten un nombre bàsic de n = 7, D. ryukyuensis i D. hepta.

## Distribució i hàbitat
D. batuensis es va collir per primera vegada de petits estanys a la cova fosca de les coves Batu, Malàisia, l'any 1968. Més endavant es va trobar en un petit afluent del Sungai Gombak a prop de Kuala Lumpur.